# Financiamento climático nos Camarões
O financiamento climático nos Camarões compreende uma mistura do Programa de Investimento Florestal (FIP) e financiamento de origem nacional e internacional para sustentabilidade, controle e resiliência às mudanças climáticas. Como Camarões está situado nas regiões costeiras com maior risco de mortalidade por inundações, seus recursos econômicos de agricultura, dos quais 60% de sua população depende, estão abalados. Isto levanta a questão do financiamento climático para salvar os meios de subsistência e a segurança. De acordo com o Programa das Nações Unidas para o Desenvolvimento (PNUD), os países precisam de mais financiamento para suas metas climáticas do que conseguem obter internamente. Também foi relatado que, em 2009, os países de alta renda com uma contribuição histórica significativa para as alterações climáticas se comprometeram a angariar anualmente US$ 100 bilhões até 2020 para financiar ações climáticas nos países de baixa renda.
Assim, em países africanos como Camarões, os fundos climáticos se tornam uma importante fonte de financiamento para gerenciar a crise climática. O relatório do PNUD afirmou que 50% do financiamento de mitigação registrado na África entre 2011 e 2021 veio de Bancos Multilaterais de Desenvolvimento (BMDs) (US$ 37 bilhões) e 45% de fontes bilaterais (US$ 33,47 bilhões). Os Camarões assinaram o Compromisso Global sobre o Metano para reduzir as emissões globais de metano em pelo menos 30%, em relação aos níveis de 2020, até 2030. O Relatório do Banco Mundial sobre Mudanças Climáticas e Desenvolvimento (CCDR, na sigla em inglês), nos Camarões, estimou que a perda do PIB variaria de 4% a 10% no cenário mais pessimista até 2050, se nenhuma ação fosse tomada. A indicação é que as alterações climáticas também aumentarão o equilíbrio de necessidades de pagamentos e exigirão espaço fiscal.
Camarões enfrenta desafios na mitigação do financiamento climático. Um estudo realizado por Lueong e Suiven sobre compreensão e conhecimento aprofundados sobre as diferentes ferramentas, eficácia e desafios que afetam o financiamento climático nos Camarões relatou diversas fontes de financiamento, fundos climáticos internacionais, acordos bilaterais e alocações orçamentárias nacionais. Outra pesquisa afirmou que o principal desafio dos Camarões é a insuficiência de recursos financeiros para mitigar as alterações climáticas.

## Financiamento governamental do clima nos Camarões
Inicialmente, os Camarões não incluíram mecanismos de financiamento ou de multas no seu orçamento. O Relatório de Clima e Desenvolvimento do País (CCDR) declarou que 2 milhões de pessoas (9% da população dos Camarões) vivem em áreas afetadas pela seca, e cerca de 8% do PIB do país é vulnerável, abrindo caminho para um crescimento econômico mais rápido, inclusivo e sustentável por parte das partes interessadas. O esforço é para atacar a taxa de pobreza, que deverá ficar em torno de 15% em 2050. Isto também é visto como acima da meta global de 3%.
Camarões conta com um investimento do FIC através do seu Programa de Investimento Florestal (FIP), que concebeu as suas atividades para cobrir os esforços de adaptação e mitigação, aumentando as reservas de carbono e restaurando paisagens degradadas. O governo criou a FEICOM, uma instituição pública económica e financeira, em dezembro de 1974, para se tornar a administração para o desenvolvimento local de fundos para o clima. Tem permissão de acesso ao Fundo Verde para o Clima (FCV) nos Camarões. A FEICOM assinou um memorando de entendimento com o Pacto de Autarcas da África Subsariana (CoM SSA, na sigla em inglês) para apoiar os municípios camaroneses na mitigação das alterações climáticas e no acesso ao financiamento.
No entanto, uma declaração do ICLEI África, de 2024, informou que "menos de 3% do financiamento climático flui para a África". O relatório apela à participação da administração local e dos governos municipais na tomada de decisões sobre a forma como o financiamento climático é gasto, especialmente porque os impactos são sentidos nas suas localidades. Por isso, a equipe do projeto BRIDGE instalou um laboratório de aprendizagem em Iaundé para treinar pesquisadores, municípios selecionados, mais de 30 corretores de conhecimento e representantes do Fundo Especial para Equipamentos e Intervenção Intercomunitária (FEICOM). O governo nacional e os parceiros técnicos e financeiros também fizeram parte do treinamento. O treinamento incluiu eventos online e presenciais.

## Financiadores internacionais
Em 2024, os Camarões receberam um acordo do Mecanismo de Resiliência e Sustentabilidade (RSF) do Conselho Executivo do Fundo Monetário Internacional (FMI) equivalente a US$ 183,4 milhões. O objetivo era compensar outras finanças dispendiosas e encorajar outras partes interessadas a apoiar com os seus fundos a resolução dos desafios climáticos dos Camarões. Em 2021, o FMI estendeu a Facilidade de Crédito e o Fundo de Apoio aos Camarões com 483 milhões de DSE, o equivalente a US$ 689,5 milhões, para apoiar o programa de reforma económica e financeira do país.
Em 2023, o FMI concluiu a Quinta Revisão dos acordos da Linha de Crédito Estendida (ECF) e da Linha de Financiamento Estendida (EFF) para Camarões, com o desembolso de cerca de US$ 73,8 milhões. Isto ajudou o programa de reforma económica dos Camarões a promover a transformação estrutural, a impulsionar o crescimento e a resiliência, e a integrar a agenda climática nos quadros institucionais e orçamentais.
Da mesma forma, em outubro de 2023, o Grupo do Banco Africano de Desenvolvimento aprovou um empréstimo de € 203,11 milhões para Camarões. Seria usado para o Projeto de Desenvolvimento do Uso do Solo e Promoção do Setor Privado na região do Extremo Norte. No âmbito do mesmo projeto, a União Europeia também apoiou com um subsídio de € 30 milhões do Fundo Fiduciário UE-África para a Infraestrutura, permitindo que o país se tornasse um centro de desenvolvimento integrado e sustentável na região.
Em 2021, o governo dos EUA teve uma série de apoios para mitigação das mudanças climáticas na África, incluindo Camarões. Isso incluiu US$ 1,1 milhão em apoio à mitigação das mudanças climáticas na paisagem de Dja-Odzala-Minkébé, no Gabão, na República do Congo e nos Camarões. Os Estados Unidos também contribuíram com US$ 60 milhões para o Fundo para o Meio Ambiente Global (GEF), que o Banco Africano de Desenvolvimento implementou como recursos na Bacia do Lago Chade, incluindo Camarões. O objetivo era promover a conservação dos ecossistemas hídricos e florestais, a eficiência energética e a segurança alimentar na região.

## Acordo de Paris
A aprovação do Acordo de Paris em 2015 criou oportunidades para salvaguardar as alterações climáticas em prol dos Objetivos de Desenvolvimento Sustentável da ONU (ODS), do crescimento económico e da melhoria dos meios de subsistência. Como o acordo indica Contribuições Nacionalmente Determinadas (NDC) da estratégia do país para a construção da resiliência, os Camarões apresentaram o seu instrumento de ratificação contra os efeitos negativos das alterações climáticas. Também estabeleceu a Contribuição Nacionalmente Determinada (NDC) com os parceiros de desenvolvimento apoiando os esforços globais para controlar as mudanças climáticas. Na COP21, o presidente camaronês Paul Biya declarou que "é necessário elaborar um cronograma de financiamento para garantir que os parceiros do acordo cumpram seus compromissos".